# Mojibake

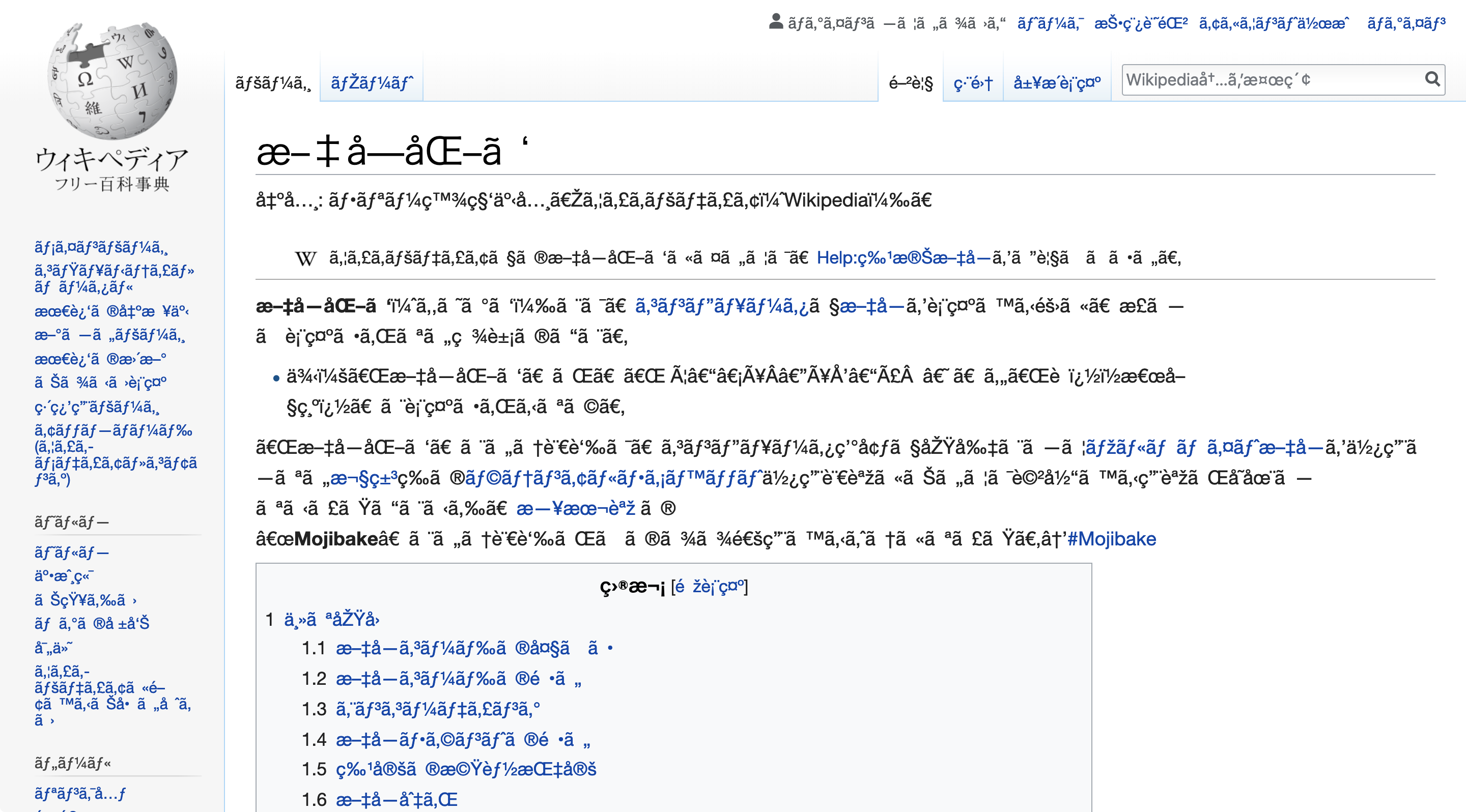
El artículo de Wikipedia en japonés sobre Mojibake codificado en UTF-8 mostrado como se interpreta como Windows-1252.

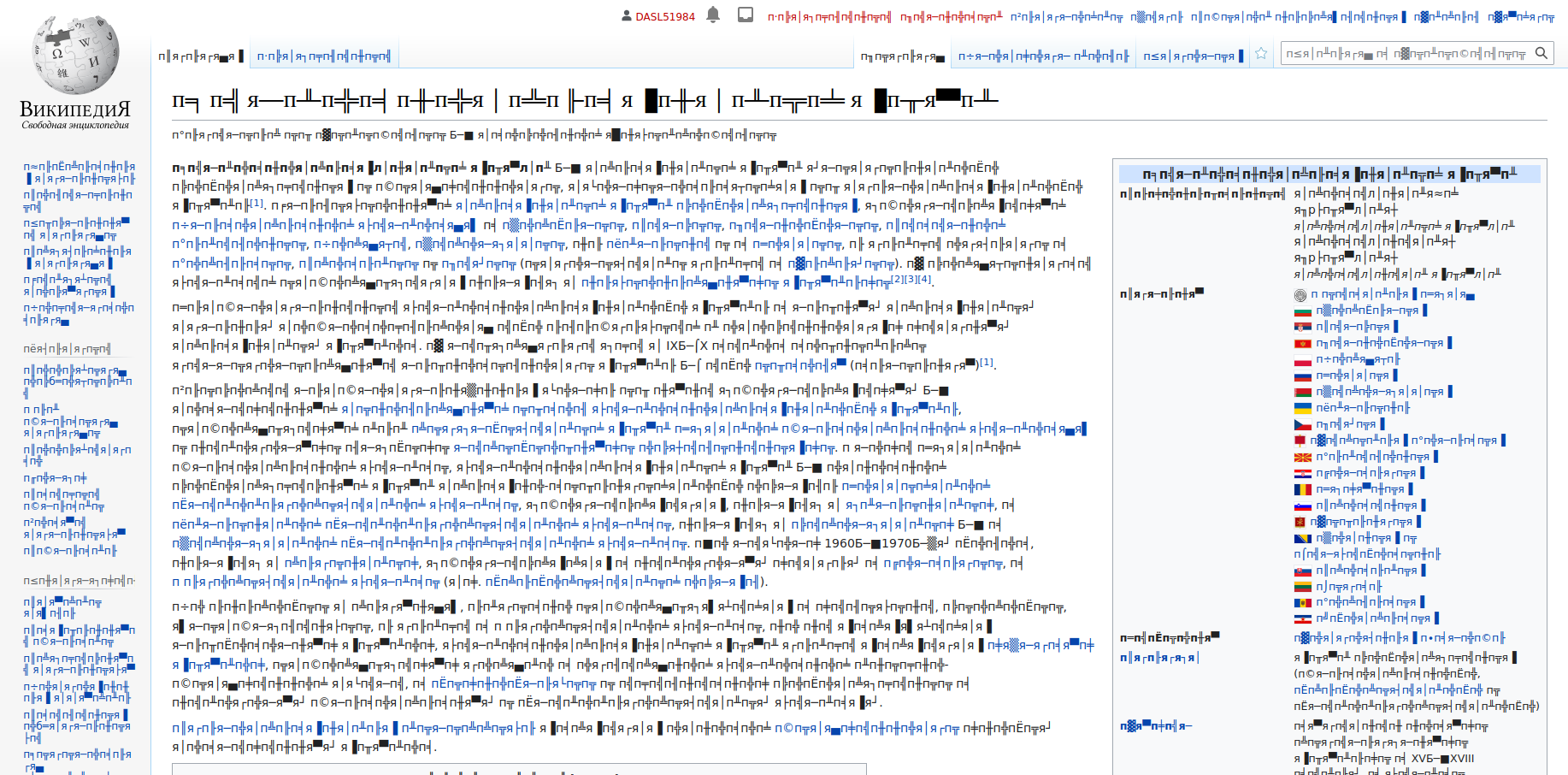
El artículo de Wikipedia en ruso sobre eslavo eclesiástico codificado en UTF-8 mostrado como se interpreta como KOI8-R.

Un mojibake (pronunciación en japonés: /mod͡ʑibake/) es el texto distorsionado que resulta de la descodificación del texto mediante una codificación de caracteres no intencionada, mostrándolo como otro completamente diferente (como letras con tildes, símbolos matemáticos o interrogaciones). Así, "文字化け" puede mostrarse como "•¶Žš‰»‚¯".

## Etimología
La palabra mojibake significa «transformación de caracteres» en japonés. La palabra está compuesta de 文字 (moji, AFI: [mod͡ʑi]), «carácter» y 化け (bake, pronunciación en japonés: /bäke̞/, pronunciado «ba-ke»), «transformación».